# Saison 2 de Veronica Mars
Chronologie
Saison 1 Saison 3
Cet article présente le guide des épisodes de la deuxième saison de la série télévisée américaine Veronica Mars.

## Distribution

### Acteurs et actrices crédités au générique
- Kristen Bell (VF : Laura Préjean) : Veronica Mars
- Percy Daggs III (VF : Yoann Sover) : Wallace Fennel (17 épisodes)
- Teddy Dunn (VF : Tony Marot) : Duncan Kane (12 épisodes)
- Jason Dohring (VF : Charles Pestel) : Logan Echolls
- Francis Capra (VF : Axel Kiener) : Eli « Weevil » Navarro (11 épisodes)
- Ryan Hansen (VF : Julien Allouf) : Dick Casablancas (15 épisodes)
- Kyle Gallner (VF : Brice Ournac) : Cassidy "Beaver" Casablancas (12 épisodes)
- Tessa Thompson (VF : Fily Keita) : Jackie Cook (12 épisodes)
- Enrico Colantoni (VF : Érik Colin) : Keith Mars

### Acteurs et actrices crédités de façon récurrente
- Michael Muhney (VF : Tanguy Goasdoué) : Don Lamb (16 épisodes)
- Charisma Carpenter (VF : Malvina Germain) : Kendall Casablancas (10 épisodes)
- Brandon Hillock (VF : Philippe Siboulet) : Adjoint Jerry Sacks (9 épisodes)
- Tina Majorino (VF : Élodie Ben) : Cindy "Mac" Mackenzie (9 épisodes)
- Steve Guttenberg (VF : Jean-François Kopf) : Woody Goodman (8 épisodes)
- Krysten Ritter (VF : Gaëlle Le Fur) : Gia Goodman (8 épisodes)
- Jeffrey Sams (VF : Jean-Paul Pitolin) : Terrence Cook (7 épisodes)
- Duane Daniels (VF : Hervé Caradec) : Van Clemmons (6 épisodes)
- Daran Norris (VF : Marc Bretonnière) : Clifford "Cliff" McCormack (6 épisodes)
- Amanda Noret (VF : Caroline Victoria) : Madison Sinclair (5 épisodes)
- Alona Tal (VF : Marie Giraudon) : Meg Manning (5 épisodes)
- Erica Gimpel (VF : Maïk Darah) : Alicia Fennel (4 épisodes)
- Harry Hamlin (VF : Philippe Dumont) : Aaron Echolls (4 épisodes)
- Rodney Rowland (VF : Guillaume Orsat) : Liam Fitzpatrick (4 épisodes)
- Max Greenfield (VF : Adrien Antoine) : Leonardo "Leo" D'Amato (3 épisodes)
- Bradley Joseph (VF : Vincent Ribeiro) : Felix Toombs (3 épisodes)
- Ken Marino (VF : Olivier Cordina) : Vinnie Van Lowe (3 épisodes)
- Christopher B. Duncan (VF : Thierry Mercier) : Clarence Wiedman (2 épisodes)
- Lisa Thornhill (VF : Ninou Fratellini) : Celeste Kane (2 épisodes)
- Aaron Ashmore (VF : Fabrice Trojani) : Troy Vandegraff (1 épisode)
- Christian Clemenson (VF : Roland Timsit) : Abel Koontz (1 épisode)
- Alyson Hannigan (VF : Virginie Ledieu) : Trina Echolls (1 épisode)
- Amanda Seyfried (VF : Marie-Eugénie Maréchal) : Lilly Kane (1 épisode)

## Épisodes

### Épisode 1:Normal, vous avez dit normal?
- États-Unis : 28 septembre 2005 sur UPN
- Canada : 18 juillet 2006 sur SunTV[1]
- Belgique : 4 mars 2007 sur Plug TV
- France : 22 mars 2007 sur M6
- Québec : 3 septembre 2009 sur Séries+

- États-Unis : 3,3 millions de téléspectateurs

- Charisma Carpenter (Kendall Casablancas)
- Jeffrey D. Sams (Terrence Cook)
- Alona Tal (Meg Manning)
- Max Greenfield (Leo D'Amato)
- Charles Duckworth (Kelvin Moor)
- Krysten Ritter (Gia Goodman)
- Steve Guttenberg (Woody Goodman)
- Amanda Seyfried (Lilly Kane)

Jackie n'apparaît pas dans cet épisode.

### Épisode 2:Envers et contre tous
- États-Unis : 5 octobre 2005 sur UPN
- Canada : 18 juillet 2006 sur SunTV
- Belgique : 11 mars 2007 sur Plug TV
- France : 23 mars 2007 sur M6
- Québec : 10 septembre 2009 sur Séries+

- États-Unis : 3,07 millions de téléspectateurs

- Kevin Smith (Duane Anders)
- Jeffrey D. Sams (Terrence Cook)
- Michael Muhney (Shérif Lamb)
- David Starzyk ('Big Dick' Casablancas)
- Ari Graynor (Jessie Doyle)
- Greg Thirloway (Jeff Cotter)
- Kristin Dattilo (Carla Cotter)
- Charisma Carpenter (Kendall Casablancas)
- Steve Guttenberg (Woody Goodman)
- Brandon Hillock (Adjoint Sacks)
- Valorie Curry (Jane Kuhne)

- Weevil n'apparaît pas dans cet épisode.
- Le titre original de l'épisode est un jeu de mots avec l'expression "Sex Ed" (littéralement : "éducation à la sexualité"), qui est une matière enseignée dans les écoles américaines.
- Première apparition de Tessa Thompson (Jackie Cook).

### Épisode 3:Orgueil et préjugés
- États-Unis : 12 octobre 2005 sur UPN
- Belgique : 18 mars 2007 sur Plug TV
- France : 26 mars 2007 sur M6
- Québec : 17 septembre 2009 sur Séries+

- États-Unis : 3 millions de téléspectateurs

- Michael Muhney (Shérif Lamb)
- Erica Gimpel (Alicia Fennel)
- David Starzyk ('Big Dick' Casablancas)
- Michael Kostroff (Mr Pope)
- Cress Williams (l'homme mystérieux)
- Charisma Carpenter (Kendall Casablancas)
- Brandon Hillock (Adjoint Sacks)

Weevil n'apparaît pas dans cet épisode.

### Épisode 4:Amours, argent et confusion
- États-Unis : 19 octobre 2005 sur UPN
- Belgique : 25 mars 2007 sur Plug TV
- France : 27 mars 2007 sur M6
- Québec : 24 septembre 2009 sur Séries+

- États-Unis : 3,1 millions de téléspectateurs

- Erica Gimpel (Alicia Fennel)
- Michael Muhney (Shérif Lamb)
- Cress Williams (Nathan Woods)
- Laura Bundy (Julie Bloch)
- Michael E. Rodgers (Colin Nevin)
- Geoffrey Pierson (Stewart Manning)
- Tina Majorino (Mac)
- Katie Mitchell (Rose Manning)
- Anastasia Baranova (Lizzie Manning)

Dick et Beaver n'apparaissent pas dans cet épisode.

### Épisode 5:Choisir son camp
- États-Unis : 26 octobre 2005 sur UPN
- France : 28 mars 2007 sur M6
- Belgique : 1er avril 2007 sur Plug TV
- Québec : 1er octobre 2009 sur Séries+

- États-Unis : 3,58 millions de téléspectateurs

- Jeffrey D. Sams (Terrence Cook)
- Michael Muhney (Shérif Lamb)
- Erica Gimpel (Alicia Fennel)
- Cress Williams (Nathan Woods)
- Claire Titelman (Mandy)
- Dana Davis (Cora Briggs)
- Christine Estabrook (Madame Sophie)
- Brandon Hillock (Adjoint Sacks)

### Épisode 6:La vie est injuste
- États-Unis : 9 novembre 2005 sur UPN
- France : 29 mars 2007 sur M6
- Belgique : 8 avril 2007 sur Plug TV
- Québec : 8 octobre 2009 sur Séries+

- États-Unis : 3,1 millions de téléspectateurs

- Harry Hamlin (Aaron Echolls)
- Michael Muhney (Shérif Lamb)
- Krysten Ritter (Gia Goodman)
- Daran Norris (Cliff McCormack)
- Rick Peters (l'homme mystérieux)
- Christian Clemenson (Abel Koontz)
- Christopher B. Duncan (Clarence Wiedman)
- Joss Whedon (Douglas)
- Stephen Walters (l'infirmière)
- Brandon Hillock (Adjoint Sacks)

Wallace, Beaver et Jackie n'apparaissent pas dans cet épisode.

### Épisode 7:Quelqu'un à protéger
- États-Unis : 16 novembre 2005 sur UPN
- France : 30 mars 2007 sur M6
- Belgique : 15 avril 2007 sur Plug TV
- Québec : 15 octobre 2009 sur Séries+

- États-Unis : 2,94 millions de téléspectateurs

- Michael Muhney (Shérif Lamb)
- Krysten Ritter (Gia Goodman)
- Rick Peters (Dr Tom Griffith)
- Geoffrey Pierson (Stewart Manning)
- Kari Coleman (Mme Hauser)
- Kate McNeil (Bettina Casablancas)
- Lisa Long (Jessica Fuller)
- Katie Mitchell (Rose Manning)
- Michael Kostroff (Mr Pope)
- Charisma Carpenter (Kendall Casablancas)
- Steve Guttenberg (Woody Goodman)
- Daran Norris (Cliff McCormack)
- Valorie Curry (Jane Kuhne)
- Amanda Noret (Madison Sinclair)

Wallace, Weevil et Jackie n'apparaissent pas dans cet épisode.

### Épisode 8:Radio pirate
- États-Unis : 23 novembre 2005 sur UPN
- France : 2 avril 2007 sur M6
- Québec : 22 octobre 2009 sur Séries+

- États-Unis : 2,5 millions de téléspectateurs

- Alona Tal (Meg Manning)
- Tina Majorino (Cindy 'Mac' Mackenzie)
- James Molina (Thumper)
- David Barrera (Carlos Oliveres)
- Taylor Sheridan (Danny Boyd)
- Rodney Rowland (Liam Fitzpatrick)
- John Bennett Perry (Alan Moorehead)
- Bradford Anderson (Ryan)
- Annie Campbell (Molly)

### Épisode 9:Le Bébé secret
- États-Unis : 30 novembre 2005 sur UPN
- France : 3 avril 2007 sur M6
- Québec : 29 octobre 2009 sur Séries+

- États-Unis : 3 millions de téléspectateurs

- Alyson Hannigan (Trina Echolls)
- Charisma Carpenter (Kendall Casablancas)
- Alona Tal (Meg Manning)
- Duane Daniels (Proviseur Clemmons)
- Tina Majorino (Cindy 'Mac' Mackenzie)
- Lisa Thornhill (Celeste Kane)
- Kari Coleman (Deborah Hauser)
- John Bennett Perry (Alan Moorehead)

### Épisode 10:Une affaire simple
- États-Unis : 7 décembre 2005 sur UPN
- France : 4 avril 2007 sur M6
- Québec : 5 novembre 2009 sur Séries+

- États-Unis : 3,42 millions de téléspectateurs

- Alona Tal (Meg Manning)
- Michael Muhney (Shérif Lamb)
- Steve Guttenberg (Woody Goodman)
- Max Greenfield (Leo D'Amato)
- Robert Curtis Brown (Acteur)
- Ivonne Coll (Actrice)
- Michael Hyatt (Actrice)
- Robert Maschio (Acteur)
- James Molina (Thumper)
- Steve Rankin (Lloyd Blankenship)
- Brandon Hillock (Adjoint Sacks)

Weevil, Beaver et Jackie n'apparaissent pas dans cet épisode.

### Épisode 11:Lorsque l'enfant disparaît
- États-Unis : 25 janvier 2006 sur UPN
- France : 5 avril 2007 sur M6
- Québec : 12 novembre 2009 sur Séries+

- États-Unis : 1,62 million de téléspectateurs

- Lucy Lawless (Agent Morris)
- Michael Muhney (Shérif Lamb)
- Ken Marino (Vinnie Vanlowe)
- Lisa Thornhill (Celeste Kane)
- Daran Norris (Cliff McCormack)
- Kevin Sheridan (Sean Freedrik)
- James Molina (Thumper)
- Charisma Carpenter (Kendall Casablancas)
- Brandon Hillock (Adjoint Sacks)

### Épisode 12:Un parfum de trahison
- États-Unis : 1er février 2006 sur UPN
- France : 6 avril 2007 sur M6
- Québec : 19 novembre 2009 sur Séries+

- États-Unis : 2,12 millions de téléspectateurs

- Michael Muhney (Shérif Lamb)
- Krysten Ritter (Gia Goodman)
- Daran Norris (Cliff McCormack)
- James Molina (Thumper)
- Annie Campbell (Molly Fitzpatrick)
- Cress Williams (Nathan Woods)
- B.J. Britt (Rashard)
- Sterling Macer Jr (Oncle Rucker)
- James Joseph O'Neil (Père Patrick)
- Marcello Thedford (l'adjoint)
- Rodney Rowland (Liam Fitzpatrick)
- Valorie Curry (Jane Kuhne)

### Épisode 13:Au-dessus de tout soupçon
- États-Unis : 8 février 2006 sur UPN
- France : 9 avril 2007 sur M6
- Québec : 26 novembre 2009 sur Séries+

- États-Unis : 2,05 millions de téléspectateurs

- Jeffrey D. Sams (Terrence Cook)
- Tina Majorino (Cindy 'Mac' Mackenzie)
- Kari Coleman (Mme Hauser)
- Jessy Schram (Hannah Griffith)
- Jake Sandvig (J.B. Riley)
- Dana Davis (Cora Briggs)
- James Molina (Thumper)
- Valorie Curry (Jane Kuhne)
- Amanda Noret (Madison Sinclair)

### Épisode 14:Maître-chanteur
- États-Unis : 15 mars 2006 sur UPN
- France : 9 avril 2007 sur M6
- Québec : 3 décembre 2009 sur Séries+

- États-Unis : 2,73 millions de téléspectateurs

- Jeffrey D. Sams (Terrence Cook)
- Michael Muhney (Shérif Lamb)
- Jessy Schram (Hannah Griffith)
- Tina Majorino (Cindy 'Mac' Mackenzie)
- Rick Peters (Dr Tom Griffith)
- Lucas Grabeel (Kelly Kuzzio)
- Bradford Anderson (Ryan)
- Kristin Cavallari (Kylie Marker)
- Natalia Baron (Carmen Ruiz)
- Gil Birmingham (Leonard Lobo)
- Brandon Hillock (Adjoint Sacks)

### Épisode 15:Jouer les cupidons
- États-Unis : 22 mars 2006 sur UPN
- France : 11 avril 2007 sur M6
- Québec : 10 décembre 2009 sur Séries+

- États-Unis : 2,34 millions de téléspectateurs

- Harry Hamlin (Aaron Echolls)
- Michael Muhney (Shérif Lamb)
- Daran Norris (Cliff McCormack)
- Ken Marino (Vinnie Vanlowe)
- Michael Kostroff (Mr Pope)
- Rick Peters (Dr Tom Griffith)
- Jessy Schram (Hannah Griffith)
- Virginia Williams (Heidi Kuhne)
- Stacy Edwards (Stephanie Denenberg)
- Charisma Carpenter (Kendall Casablancas)
- Valorie Curry (Jane Kuhne)
- Michael Ausiello (Le garçon qui rougit)
- Dawn Olivieri (Maggie)

### Épisode 16:De l'eau sous les ponts
- États-Unis : 29 mars 2006 sur UPN
- France : 12 avril 2007 sur M6
- Québec : 17 décembre 2009 sur Séries+

- États-Unis : 2,15 millions de téléspectateurs

- Michael Muhney (Shérif Lamb)
- Daran Norris (Cliff McCormack)
- Jessy Schram (Hannah Griffith)
- Rick Peters (Dr Tom Griffith)
- Aaron Ashmore (Troy Vandegraff)
- Michael Cera (Dean)
- David Tom (Chip Diller)
- Alia Shawkat (Stacy Wells)
- Taylor Sheridan (Danny Boyd)
- Kip Martin (Gordon Peters)
- Amanda Noret (Madison Sinclair)

### Épisode 17:Plan B
- États-Unis : 5 avril 2006 sur UPN
- France : 13 avril 2007 sur M6
- Québec : 24 décembre 2009 sur Séries+

- États-Unis : 2,78 millions de téléspectateurs

- Michael Muhney (Shérif Lamb)
- Krysten Ritter (Gia Goodman)
- James Molina (Thumper)
- Tina Majorino (Cindy 'Mac' Mackenzie)
- Annie Campbell (Molly Fitzpatrick)
- Taylor Sheridan (Danny Boyd)
- Rodney Rowland (Liam Fitzpatrick)
- Brandon Hillock (Adjoint Sacks)
- Steve Guttenberg (Woody Goodman)
- Valorie Curry (Jane Kuhne)
- Brad Bufanda (Felix Toombs)

### Épisode 18:Cauchemars
- États-Unis : 11 avril 2006 sur UPN
- France : 16 avril 2007 sur M6
- Québec : 31 décembre 2009 sur Séries+

- États-Unis : 1,76 million de téléspectateurs

- Alona Tal (Meg Manning)
- Jeremy Ray Valdez (Marcos Oliveres)
- James Jordan (Lucky)
- Kayla Ewell (Angie Dahl)
- Luke Fryden (Peter Ferrer)
- Blythe Auffarth (Betina Marone)
- Paula Marshall (Rebecca James)
- Duane Daniels (Proviseur Clemmons)
- Linda Castro (Mme Murphy)
- Audra J. Morgan (Rhonda Landers)
- Samantha Klein (Michelle Thompson)
- Martin Yu (Mr Wu)
- Vanessa Lee Chester (Maureen)
- Skyler Shaye (Natalie Landers)

### Épisode 19:Au bout de la chaîne
- États-Unis : 18 avril 2006 sur UPN
- France : 17 avril 2007 sur M6
- Québec : 7 janvier 2010 sur Séries+

- États-Unis : 1,91 million de téléspectateurs

- Tina Majorino (Cindy 'Mac' Mackenzie)
- Krysten Ritter (Gia Goodman)
- Daran Norris (Cliff McCormack)
- Adam Hendershott (Vincent 'Butters' Clemmons)
- Rodney Rowland (Liam Fitzpatrick)
- Matt Bushell (Billy Greene)
- John Prosky (Ethan Lavoie)
- Tommy Snider (Harry Greene)
- Charisma Carpenter (Kendall Casablancas)
- Matt Bush (Billy Greene)

### Épisode 20:Harcèlement
- États-Unis : 25 avril 2006 sur UPN
- France : 18 avril 2007 sur M6
- Québec : 14 janvier 2010 sur Séries+

- États-Unis : 1,85 million de téléspectateurs

- Jeffrey D. Sams (Terrence Cook)
- Michael Muhney (Shérif Lamb)
- Tina Majorino (Cindy 'Mac' Mackenzie)
- Krysten Ritter (Gia Goodman)
- Adam Hendershott (Vincent 'Butters' Clemmons)
- Max Greenfield (Leo D'Amato)
- Steve Rankin (Lloyd Blankenship)
- James Jordan (Lucky)
- Charisma Carpenter (Kendall Casablancas)
- Steve Guttenberg (Woody Goodman)
- Martin Yu (Mr Wu)

### Épisode 21:Du sang et des larmes
- États-Unis : 2 mai 2006 sur UPN
- France : 19 avril 2007 sur M6
- Québec : 21 janvier 2010 sur Séries+

- États-Unis : 2,09 millions de téléspectateurs

- Harry Hamlin (Aaron Echolls)
- Jeffrey D. Sams (Terrence Cook)
- Michael Muhney (Shérif Lamb)
- Krysten Ritter (Gia Goodman)
- Tina Majorino (Cindy 'Mac' Mackenzie)
- James Jordan (Lucky)
- John Prosky (Ethan Lavoie)
- Gil Birmingham (Leonard Lobo)
- Steve Guttenberg (Woody Goodman)

### Épisode 22:Une relation épique
- États-Unis : 9 mai 2006 sur UPN
- France : 20 avril 2007 sur M6
- Québec : 28 janvier 2010 sur Séries+

- États-Unis : 2,42 millions de téléspectateurs

- Harry Hamlin (Aaron Echolls)
- Michael Muhney (Shérif Lamb)
- Tina Majorino (Cindy 'Mac' Mackenzie)
- Ken Marino (Vinnie Vanlowe)
- Amanda Seyfried (Lilly Kane)
- Christopher B. Duncan (Clarence Wiedman)
- Corinne Bohrer (Lianne Mars)
- Jeremy Ray Valdez (Marcos Oliveres)
- Luke Fryden (Peter Ferrer)
- Erica Gimpel (Alicia Fennel)
- Charisma Carpenter (Kendall Casablancas)
- Steve Guttenberg (Woody Goodman)
- Duane Daniels (Proviseur Clemmons)